# Вонґлін
Вонґлін (пол. Wąglin) — село в Польщі, у гміні Ґомуниці Радомщанського повіту Лодзинського воєводства.
Населення — 141 особа (2011).
У 1975-1998 роках село належало до Пйотрковського воєводства.

## Демографія
Демографічна структура станом на 31 березня 2011 року:
|          | Загалом | Допрацездатний вік | Працездатний вік | Постпрацездатний вік |
| -------- | ------- | ------------------ | ---------------- | -------------------- |
| Чоловіки | 72      | 11                 | 51               | 10                   |
| Жінки    | 69      | 12                 | 33               | 24                   |
| Разом    | 141     | 23                 | 84               | 34                   |